# Arcytophyllum serpyllaceum
Arcytophyllum serpyllaceum là một loài thực vật có hoa trong họ Thiến thảo. Loài này được (Schltdl.) Terrell mô tả khoa học đầu tiên năm 1999.